# Pałac wicegubernatora w Grodnie
Pałac wicegubernatora w Grodnie – pałac znajdujący się w Grodnie przy ul. Elizy Orzeszkowej 2 na Białorusi.

## Historia
Murowany pałac Maksymowicza przy ulicy Rozkosz (później Sodowej) został zbudowany w 1803 roku. Od 1807 roku wicegubernatorem grodzieńskim był właściciel pałacu Kondrat Maksymowicz. Podczas wojny 1812 roku w pałacu mieściła się siedziba Hieronima Bonaparte, brata Napoleona I.
W 1827 roku w wyniku nadużyć finansowych władze Imperium Rosyjskiego przejęły pałac do skarbu państwa, po czym został on na pewien czas wydzierżawiony. W późniejszym okresie w dawnym pałacu mieściły się różne instytucje: skarbiec, administracja wojewódzka, urząd skarbu państwa, archiwum, urząd kontroli skarbowej, restauracja. W czasie wojny polsko-bolszewickiej latem 1920 roku w budynku mieścił się Grodzieński Komitet Rewolucyjny, w którym 1-2 sierpnia przebywał Feliks Dzierżyński.
W okresie międzywojennym w dawnym pałacu mieściły się: Starostwo Powiatu Grodzieńskiego, Ministerstwo Robót Publicznych, Ministerstwo Finansów, muzea miejskie, klub urzędników miejskich, kasa oszczędnościowa Powiatu Grodzieńskiego, redakcja „Gazety Polskiej Ziemi Grodzieńskiej”.
Po II wojnie światowej w dawnym pałacu mieścił się Komitet Wykonawczy Obwodowej Rady Deputowanych Ludowych. W 1970 r. władze sowieckie zawiesiły na budynku tablicę pamiątkową poświęconą Dzierżyńskiemu.

## Architektura

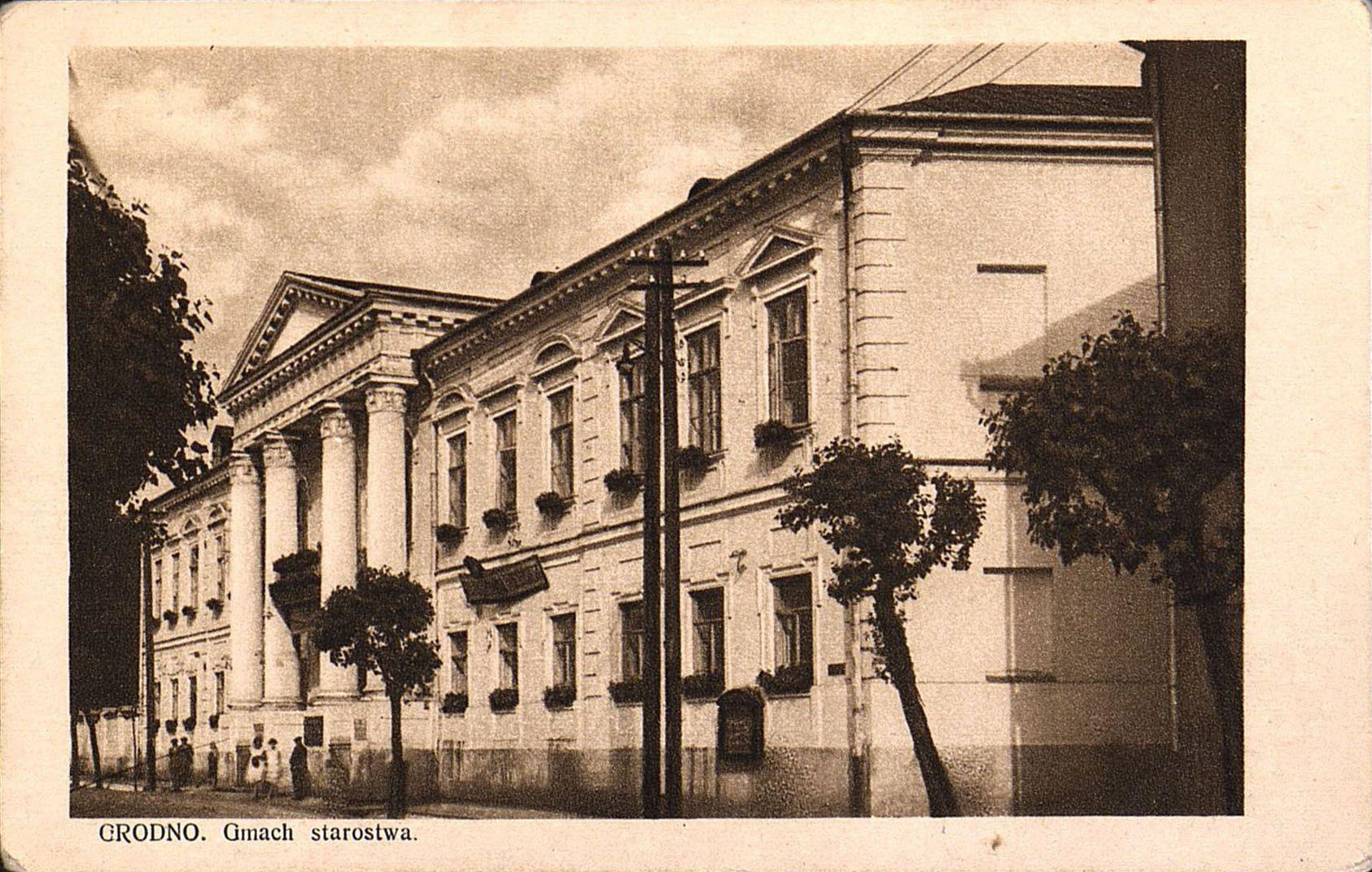
Pałac jako siedziba Starostwa Grodzieńskiego

Pałac jest zabytkiem architektury klasycystycznej. Jest to dwukondygnacyjny budynek na planie litery L z dwuspadowym dachem. Część centralną wyróżnia 4-kolumnowy portyk z elementami porządku doryckiego. Kolumny na wysokich cokołach podtrzymują belkowanie z trójkątnym frontonem. Główną fasadę przedzielono płycinami i profilowanym gzymsem, ozdobionym rustyką. Ściany przeprute są prostokątnymi otworami okiennymi, ozdobionymi listwami i gzymsami.
Plan korytarza z dwustronnym układem pomieszczeń. Przy głównym wejściu znajduje się przedsionek, w którym odbywają się formalne spotkania. Wnętrza zdobiły freski.
W niewielkim sadzie za budynkiem znajdowała się murowana altanka-rotunda (niezachowana).